# Дондук-оол, Хуреш-оол Борисович
Хуреш-оол Борисович Дондук-оол (род. 22 ноября 1991) — российский борец вольного стиля. Призёр чемпионата России.

## Карьера
В октябре 2012 года в финском Куортане  стал чемпионом мира среди студентов. В ноябре 2015 года в Москве в составе сборной России стал победителем Кубка Европейских наций. В августе 2018 года в подмосковном Одинцово на чемпионате России провёл пять победных поединков, дошёл до финальной схватки, в которой уступил Зауру Угуеву из Дагестана, и завоевал серебро.

## Спортивные результаты
- Кубок мира по борьбе среди юниоров 2011 — ;
- Чемпионат мира по борьбе среди студентов 2012 — ;
- Кубок Европейских наций 2015 (команда) — ;
- Чемпионат России по вольной борьбе 2018 — ;

## Личная жизнь
По национальности — тувинец. Хуреш-оол в переводе с тувинского языка имя означает «мальчик-борец». У Дондук-оола есть братья, есть сестра, но жизнь со спортом связал только он.